# Fotovoltaico galleggiante

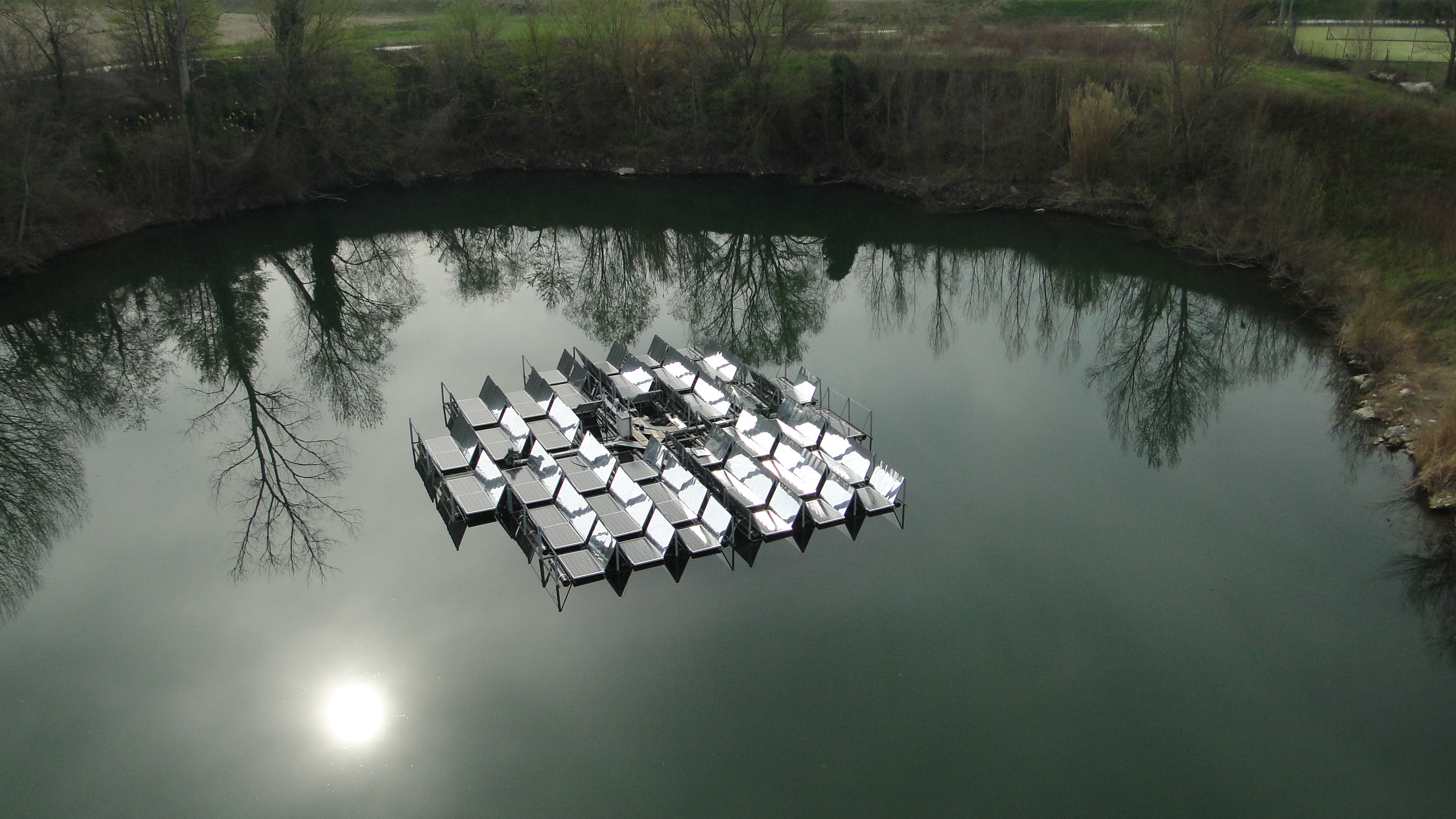
Impianto galleggiante con inseguitore solare, sistema di raffreddamento e specchi riflettori per concentrare le radiazioni solari incidenti.

Il fotovoltaico galleggiante (anche fotovoltaico flottante, impianto fotovoltaico flottante o semplicemente solare galleggiante o solare flottante) è un tipo di installazione di impianti fotovoltaici, disposti non sulla terraferma ma sull'acqua. Questi impianti sono provvisti degli stessi pannelli fotovoltaici utilizzati per i comuni impianti terrestri ma utilizzano specifiche tecnologie per potere galleggiare (o "flottare", in inglese "to float") su specchi d'acqua, tra cui invasi, bacini per acque potabili, laghi artificiali, laghetti per irrigazione agricola, impianti di trattamento delle acque reflue, vasche di sedimentazione, cave e miniere abbandonate e bacini di centrali idroelettriche. 

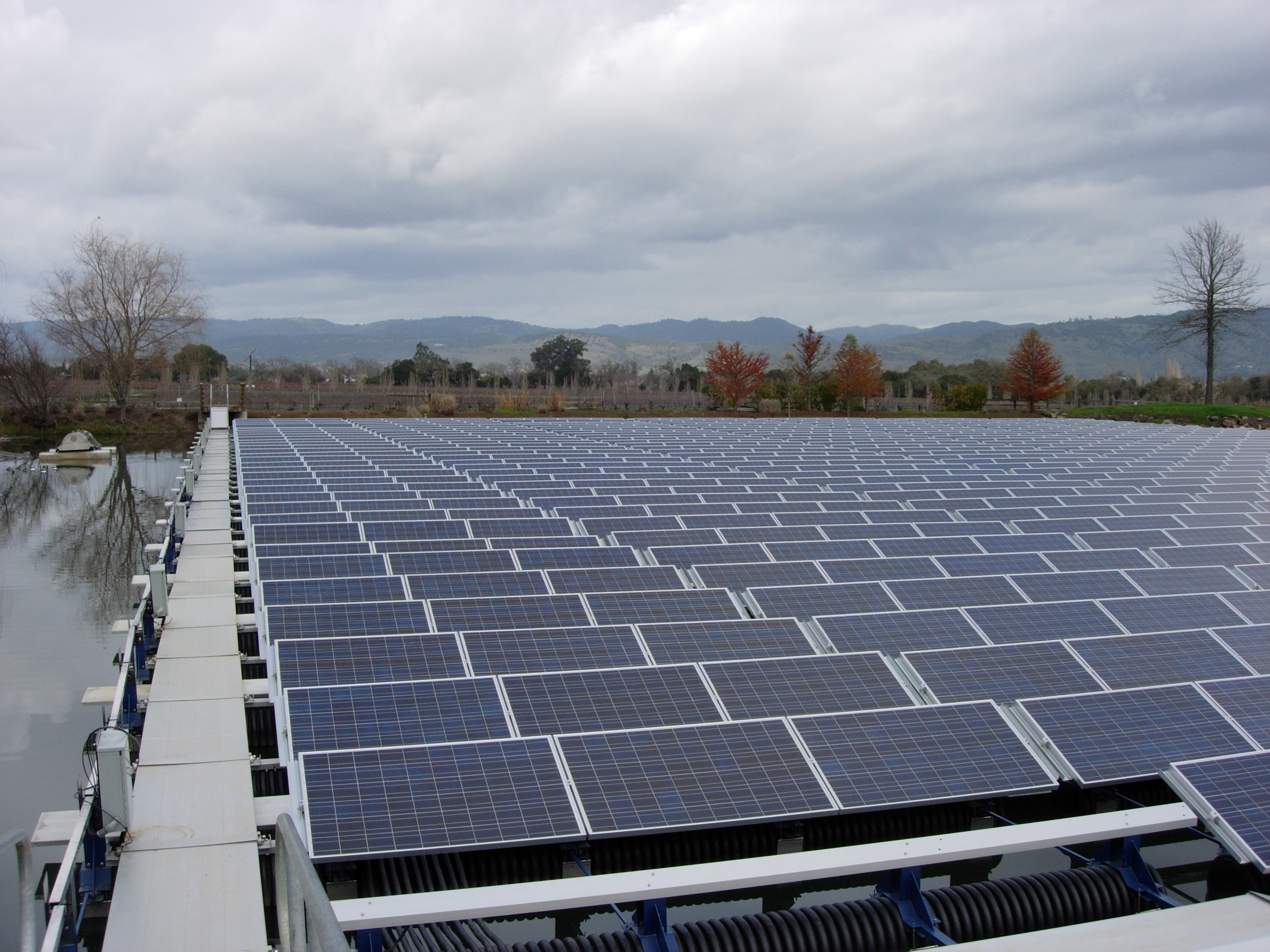
Impianto fotovoltaico su un canale di irrigazione

La maggior parte delle installazioni si trovano in Cina, Francia, India, Giappone, Corea del Sud, Regno Unito, Singapore e Stati Uniti D'America.
Questo tipo di sistema presenta alcune differenze rispetto alle installazioni a terra. Le superfici d'acqua su cui vengono installati sono generalmente meno costose rispetto alla loro controparte su terra. Inoltre le superfici d'acqua come invasi o laghi artificiali presentano meno problematiche relative ai permessi e autorizzazioni per l'installazione di nuovi impianti rinnovabili, in particolare viste le normative relative all'impatto ambientale. Stando alle ultime analisi i pannelli solari galleggianti hanno un energy payback time molto basso, intorno a 1.3 anni, e anche delle basse emissioni di anidride carbonica per unità di energia prodotta, 11 kg Co2 eq/MWh.
A differenza della maggior parte delle installazioni su terra risultano poco intrusivi perché nascosti alla vista delle persone. Possono inoltre raggiungere efficienze più alte delle installazioni a terra per via dell'aumento di efficienza relativo all'abbassamento della temperatura dei moduli.
Il mercato per questa tecnologia è cresciuto rapidamente a partire dal 2016. I primi 20 impianti con capacità di qualche decina di kWp sono stati costruiti tra il 2007 e il 2013. La potenzialità installata ha raggiunto i 3 GW nel 2020 ed è atteso che arriverà a 10 GW entro il 2025.
Il costo di questi sistemi è circa 10-20% superiore rispetto al costo dei sistemi montati a terra.

## Storia

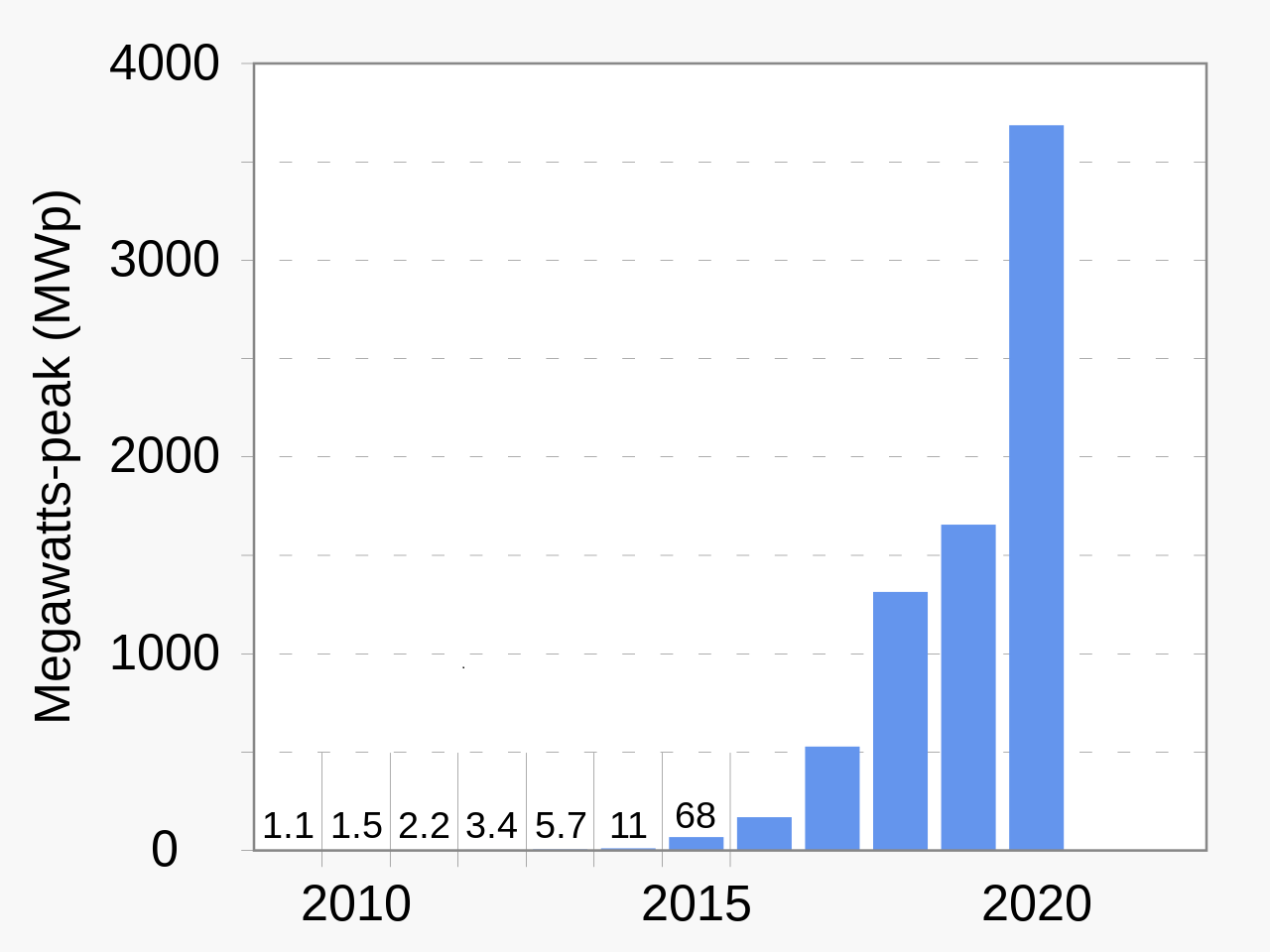
Potenzialità nominale installata di tutti gli impianti solari galleggianti dal 2010 al 2020, dal 2020 stimata.

La prima installazione di un sistema solare galleggiante è datata 2007 ad Aichi, in Giappone. Il primo brevetto per un modulo fotovoltaico sull'acqua è Italiano ed è stato rilasciato nel 2008. A maggio 2008, in California, è stato installato uno dei primi impianti di solare galleggiante, composto da 994 moduli disposti su un totale di 130 sistemi di galleggiamento (chiamati in inglese "pontoons"). L'impianto ha una capacità nominale di 477 kW ed è installato su un bacino di irrigazione. Dopo questa data in varie nazioni sono stati rilasciati brevetti sul tema, in particolare negli Stati Uniti d'America, in Danimarca, Francia, Italia e Giappone.  Vari impianti di grandezza medio-grande sono stati installati al mondo. Una delle prime installazioni di grande taglia, 13.4 MW ad opera di Kyocera, è stata installata sulla diga di Yamakura, nella prefettura di Chiba, in Giappone nel 2014. L'installazione prevedeva 50,000 pannelli solari.  Nel tempo sono stati sviluppati anche una serie di equipaggiamenti per questa tecnologia specifici per resistere all'acqua di mare ed al sale, per consentire anche installazioni in acqua salata.
Il gruppo di ricerca MIRARCO (Mining innovation Rehabilitation and Applied Research Corporation Ontario, Canada) ha effettuato alcuni studi sulle installazioni avvenute nei trienni 2008-2011 e 2012-2014.  La maggior parte delle installazioni possono essere classificate in tre categorie:
- Impianti fotovoltaici costituiti da moduli montati su supporti galleggianti.
- Moduli fotovoltaici montati su zattere in plastica e acciaio.
- Moduli fotovoltaici montati su zattere in plastica.

Il primo impianto fotovoltaico di taglia rilevante, 14 kWp, è stato installato a febbraio 2011 su un lago artificiale in Piolenc, nella regione di Vaucluse, Francia. Nel luglio 2013 è stato commissionato un impianto fotovoltaico galleggiante da 1 MWp a Okegawa, Giappone. Altri 200 kWp alla fine di settembre 2014 sono stati installati su un canale di irragione a Sheeplands Farm, nella contea di Berkshire, ad ovest di Londra. L'impianto galleggiante di Huainan, inaugurato a maggio 2017 ed installato su un lago di cava, occupa più di 800000 m² e può produrre fino a 40 MW. Altri progetti per questo tipo di impianti sono in costruzione in Corea del Sud e Thailandia.
La tecnologia del solare galleggiante sta crescendo in popolarità negli ultimi anni in particolare in paesi in cui l'occupazione del suolo e le legislazioni relative all'impatto ampientale stanno rallentando le installazioni di nuovi impianti rinnovabili.

## Caratteristiche tecniche principali

Centrale idroelettrica a pompaggio con integrazione di pannelli solari galleggianti: A) Sole; B) Pannelli fotovoltaici galleggianti; C) Inverter; D) Cabina di connessione elettrica; E) Rete elettrica nazionale, F) Canale di immissione per centrale idroelettrica; G) Canale di reimmissione nel bacino tramite corpo di pompaggio; H) Locale pompa/turbina della centrale idroelettrica di pompaggio; I) Canale di scarico acqua.

I pannelli solari galleggianti presentano diverse caratteristiche tecniche che li differenziano rispetto alle installazioni a terra.
1. Consumo di suolo minimo: gli impianti galleggianti sono costruiti sull'acqua e quindi non consumano suolo per loro natura, salvo quelle parti che servono per la connessione alla rete elettrica generale. Inoltre non prevedono la realizzazione di costruzioni ed infrastrutture che renderebbero difficile in fase di dismissione il ripristino dello stato ambientale preesistente.[23][24]
2. Installazione, gestione e decommissione facilitati: I pannelli solari galleggianti sono più compatti della loro controparte a terra, e la loro gestione, costruzione e decommissione più semplice. Per installare i panelli solari galleggianti non sono necessarie strutture fisse o sistemi di fondazione, usate per le strutture a terra, quindi la loro installazione è completamente reversibile. Inoltre i pannelli solari posti su bacini d'acqua necessitato meno pulizia, in particolare se confrontati con pannelli a terra installati in zone con suolo polveroso.
3. Risparmio di acqua: nelle aree sovrastate dagli impianti (la copertura è comunque parziale) viene limitata l'evaporazione dell'acqua sottostante. Questo risultato dipende fortemente dal clima e sulla percentuale di superficie ricoperta di pannelli. In climi aridi come in India è stato stimato che l'effetto dell'evaporazione dell'acqua viene ridotto fino al 30%[25]. Questo effetto è ancora più accentuato in zone come l'Australia.[26][27] Nel caso di superfici destinate ad usi irrigui o al consumo umano si possono risparmiare quantità di acqua elevate a seconda della percentuale di copertura del bacino e della temperatura atmosferica.[28][29][30]
4. Aumento dell'efficienza dei pannelli: L'effetto dell'acqua in prossimità dei pannelli fotovoltaici ne riduce la temperatura media, aumentandone l'efficienza. Questo aumento di efficienza si traduce in un guadagno in termine di energia che varia dal 5% al 15%.[8][31][32][33] L'acqua dei bacini sottostanti i pannelli può anche essere utilizzata per un raffreddamento attivo o per immergere i pannelli.[34]
5. Tracking: Le installazioni solari galleggianti possono facilmente ruotare orizzontalmente e verticalmente per facilitare l'inseguimento solare (similmente a quello che fanno i girasoli). Spostare i pannelli in acqua richiede poca energia e macchinari poco complessi, con un conseguente aumento dell'energia prodotta fino al 25%.[35]
6. Controllo ambientale: Le fioriture algali all'interno di bacini d'acqua, un serio problema nei paesi industrializzati, possono essere ridotte. La parziale copertura dei bacini e la conseguente diminuzione di luce diretta rallenta la crescita della flora.[36]
7. Uso di aree già sfruttate da attività umana: I pannelli solari galleggianti possono essere installati su bacini artificiali come cave inondate o centrali idroelettriche. In questo modo è possibile utilizzare aree già influenzate dall'attività umana e aumentare la resa di tali aree invece di sfruttarne altre.[37]
8. Sinergia con centrali idroelettriche:Centrale idroelettrica a pompaggio con integrazione di pannelli solari galleggianti: A) Sole; B) Pannelli fotovoltaici galleggianti; C) Inverter;           D) Cabina di connessione elettrica; E) Rete elettrica nazionale,      F) Canale di immissione per centrale idroelettrica; G) Canale di reimmissione nel bacino tramite corpo di pompaggio; H) Locale pompa/turbina della centrale idroelettrica di pompaggio; I) Canale di scarico acqua. I pannelli solari galleggianti sono spesso installati su bacini di centrali idroelettriche .[38] Installare un nuovo impianto insieme a uno già esistente presenta vari vantaggi, come la possibilità di utilizzare l'infrastruttura di distribuzione dell'energia elettrica già esistente.[39] Inoltre i benefici sull'evaporazione dell'acqua discussi precedentemente portano a una maggiore resa della centrale idroelettrica. Inoltre è possibile considerare l'installazione di pannelli solari galleggianti all'interno di centrali idroelettriche a pompaggio. Questo tipo di ibridizzazione permette di aumentare la capacità dei due impianti combinati. Il bacino idrico può essere riempito tramite le pompe quando viene prodotta energia solare in eccesso durante il giorno, funzionando come una batteria.[40]

Un caso studio per questa applicazione che mette in luce le caratteristiche della tecnologia è stato effettuato per il Lago Mead, negli stati Uniti. Se il 10% del bacino del lago venisse ricoperto da pannelli fotovoltaici il risparmio d'acqua e l'energia sarebbero sufficienti a fornire servizi per Las Vegas e Reno combinate.  Al 50% di riempimento i pannelli solari produrrebbero oltre 127 TWh di energia rinnovabile all'anno e si risparmierebbero 633.22 milioni di m3 di acqua. Questa quantità di energia sarebbe sufficiente a eliminare l'11% delle emissioni provenienti da impianti a carbone negli Stati Uniti d'America, e fornire acqua per oltre cinque milioni di cittadini americani ogni anno.

## Caratteristiche tecniche da migliorare
I panelli solari galleggianti presentano molte caratteristiche tecniche che li rendono di rilevante interesse per l'industria dell'energia e il mondo delle rinnovabili, ma presentano anche alcune caratteristiche che devono essere migliorate per permettere alla tecnologia di affermarsi a livello mondiale.
1. Sicurezza elettrica e affidabilità a lungo termine del sistema: Dal momento che i pannelli solari galleggianti operano in acqua è richiesto che siano resistenti alla corrosione e che a lungo termine il loro funzionamento non venga intaccato dal galleggiamento, in particolare se installati su acqua salata.
2. Onde: I pannelli solari galleggianti e tutti i sistemi a lui connesso (cavi, connessioni fisiche, galleggianti) devono essere capaciti di sostenere onde e vento, in particolare in installazioni in mare aperto o vicino la costa.
3. Complessità di manutenzione: Le attività di manutenzione dei panelli devono essere effettuate in acqua con equipaggiamenti dedicati, rendendo le operazioni più difficili rispetto alla loro controparte a terra.
4. Complessità del sistema di galleggiamento:  I pannelli solari galleggianti devono essere installati su sistemi galleggianti come zattere e similari. Queste tecnologie, sebbene sviluppate, non sono state concepite per questo tipo di utilizzo e devono dunque essere adattate.
5. Complessità del sistema di ancoraggio: L'ancoraggio dei pannelli solari galleggianti è fondamentale per evitare repentine variazioni nell'angolazione dei pannelli che potrebbero portare a perdite di efficienza. Le tecnologie di ancoraggio sono ben note, soprattutto nel mondo della navigazione, ma devono essere adattate alle esigenze dei pannelli solari galleggianti.[41][42][43]

## Installazioni più grandi al mondo
| Centrale PV                  | Sito di installazione | Nazione       | Potenza Nominale (MWp) | Anno | Note                    |
| ---------------------------- | --------------------- | ------------- | ---------------------- | ---- | ----------------------- |
| Dezhou Dingzhuang            | Dezhou, Shandong      | Cina          | 320                    |      | +100 MW Impianto eolico |
| Three Gorges                 | Huainan City, Anhui   | Cina          | 150                    | 2019 | [ 47 ] [ 48 ]           |
| NTPC Ramagundam (BHEL)       | Peddapalli, Telangana | India         | 145                    |      |                         |
| Xinji Huainan                | Xinji Huainan         | Cina          | 102                    | 2017 | [ 48 ]                  |
| Yuanjiang Yiyang             | Yiyang, Hunan         | Cina          | 100                    | 2019 | [ 48 ]                  |
| NTPC Kayamkulam (TATA POWER) | Kayamkulam, Kerala    | India         | 92                     |      | [ 13 ]                  |
| Changbing                    | Changhua              | Taiwan        | 88                     |      | [ 13 ] [ 49 ]           |
| CECEP                        | Suzhou, Anhui         | Cina          | 70                     | 2019 | [ 47 ] [ 50 ]           |
| Tengeh                       |                       | Singapore     | 60                     | 2021 | [ 47 ] [ 51 ] [ 52 ]    |
| 304 Industrial Park          | Prachinburi           | Thailandia    | 60                     | 2023 | [ 53 ]                  |
| Huancheng Jining             | Huancheng Jining      | Cina          | 50                     | 2018 | [ 48 ]                  |
| Da Mi Reservoir              | Binh Thuan province   | Vietnam       | 47.5                   | 2019 | [ 54 ]                  |
| Sirindhorn Dam               |                       | Thailandia    | 45                     | 2021 | [ 55 ] [ 56 ]           |
| Hapcheon Dam                 | South Gyeongsang      | Corea del Sud | 40                     |      | [ 57 ]                  |
| Anhui GCL                    |                       | Cina          | 32                     |      | [ 58 ]                  |
| NTPC Simhadri (BHEL)         | Vizag, Andhra Pradesh | India         | 25                     |      |                         |
| NTPC Kayamkulam (BHEL)       | Kayamkulam, Kerala    | India         | 22                     |      | [ 59 ]                  |
| Precedente sabbiera          | Grafenwörth           | Austria       | 24.5                   | 2023 | [ 60 ]                  |
| Qintang Guigang              | Guping Guangxi        | Cina          | 20                     | 2016 | [ 48 ]                  |
| NJAW Canoe Brook             | Millburn (New Jersey) | USA           | 8.9                    | 2022 | [ 61 ] [ 62 ]           |

## Solare sottomarino
Oltre al solare galleggiante convenzionale ci sono molti su pannelli fotovoltaici sott'acqua. I pannelli solari posti sott'acqua producono meno energia rispetto a quelli sulla superficie, poiché parte dell'energia viene assorbita dall'acqua, pertanto vengono utilizzati principalmente per applicazioni dove è richiesta bassa potenza, come i sensori. I limiti di efficienza dei pannelli al silicio cristallino indicano che per questo tipo di applicazioni sono meglio indicati dei pannelli con diversi materiali, capaci di assorbire l'energia della luce anche ad altre lunghezze d'onda. Sia i pannelli DSSCs (Dye Sensitized Solar Cells), sia i pannelli amorfi sottili al silicio si sono dimostrate alternative migliori rispetto al tradizionale policristallino. Alcune applicazioni sono:
- Veicoli sottomarini senza pilota (unmanned underwater vehicles, o UUV’s in inglese) ad energia solare;
- riscaldatori per piscine;
- sistemi di accumulo energetico;
- monitoraggio delle fondamenta di turbine off-shore;
- monitoraggio di ponti e tunnel sottomarini;
- coltivazione di alghe;
- desalinizzazione e produzione di sale;
- esplorazioni sottomarine.[64]

## Controversie

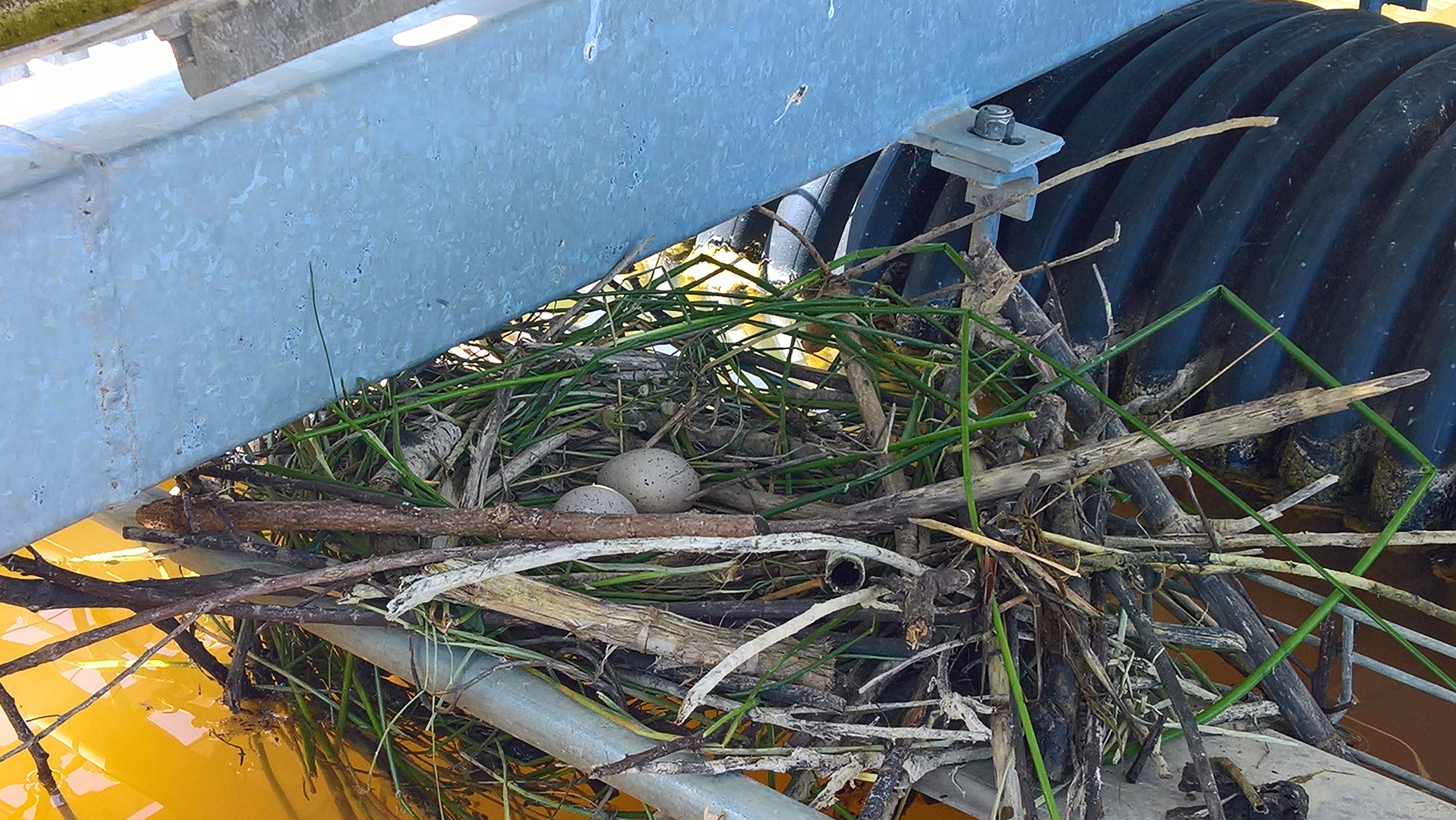
Nido sotto un pannello di un impianto fotovoltaico flottante

Alcune associazioni ambientaliste hanno sollevato il timore che per l'installazione di impianti solari flottanti possano essere utilizzate aree di pregio e che quindi sia importante vigilare affinché i siti utilizzati siano soltanto aree degradate o aree artificiali già preesistenti. Altro punto controverso è la posizione secondo la quale la flora e la fauna acquatiche possano essere disturbate da questo tipo di installazioni. Esistono tuttavia diversi studi anche di organizzazioni terze, tra cui Korean Environment Institute (KIA), Gumi Electronic & IT Research institute (GER) e KETEP coreano, da cui non risultano effetti dannosi per l'ambiente.